# Astragalus magellanicus
Astragalus magellanicus är en ärtväxtart som beskrevs av Gomez-sosa. Astragalus magellanicus ingår i släktet vedlar, och familjen ärtväxter. Inga underarter finns listade i Catalogue of Life.